# لاري روبنسون
لاري روبنسون (بالإنجليزية: Larry Robinson)‏ (و. 1951  م) هو لاعب هوكي الجليد، ولاعب البولو، من كندا، ولد في نورث دونداس، أونتاريو، مركز لعبه هو مدافع ‏.

## جوائز
حصل على جوائز منها:
- كأس ستانلي.

## روابط خارجية
- لاري روبنسون على موقع دوري الهوكي الوطني (الإنجليزية)
- لاري روبنسون على موقع قاعة مشاهير الهوكي (لاعب أن.إتش.أل) (الإنجليزية)
- لاري روبنسون على موقع EliteProspects.com (الإنجليزية)
- لاري روبنسون على موقع HockeyDB.com (الإنجليزية)
- لاري روبنسون على موقع Hockey-Reference.com (الإنجليزية)
- لاري روبنسون على موقع قاعة كندا للمشاهير الرياضية (الإنجليزية)
- لاري روبنسون على موقع قاعة أونتاريو للمشاهير الرياضية (مؤرشف) (الإنجليزية)
- لاري روبنسون على موقع قاعة كيبيك للمشاهير الرياضية (الفرنسية)